# Liste des Expositions universelles
La liste des Expositions universelles recense toutes les Expositions universelles reconnues par le Bureau international des Expositions (BIE), y compris celles reconnues rétrospectivement.
L'appellation « Exposition universelle » est attribuée aux plus grandes expositions, d'une durée de trois à six mois.
Cette liste ne contient pas les Expositions internationales horticoles, reconnues par le BIE. Pour plus de détails sur les expositions internationales, en plus de celles reconnues par le BIE, voir la liste des Expositions mondiales (en).
Une exposition universelle prévue à Paris en 1989 a été annulée pour des raisons politiques.
L’Exposition universelle 2020 Dubaï qui devait se tenir initialement du 20 octobre 2020 au 10 avril 2021 a été reportée du 1er octobre 2021 au 20 avril 2022 en raison de la pandémie de Covid-19. Soutenue par de nombreux pays, dont la France par la voix de la Cofrex (Compagnie Française des Expositions), la décision du report a été annoncée par le BIE le 4 mai 2020.

## Catégorie
| Exposition universelle | BIE - Les expositions universelles ont lieu tous les cinq ans et durent jusqu'à six mois. Toutes les expositions ayant eu lieu avant 1928 sont reconnues rétrospectivement par le BIE. |
| Exposition spécialisée | BIE - Les expositions spécialisées ont lieu entre deux expositions universelles et durent jusqu'à trois mois.                                                                          |

## Liste par date

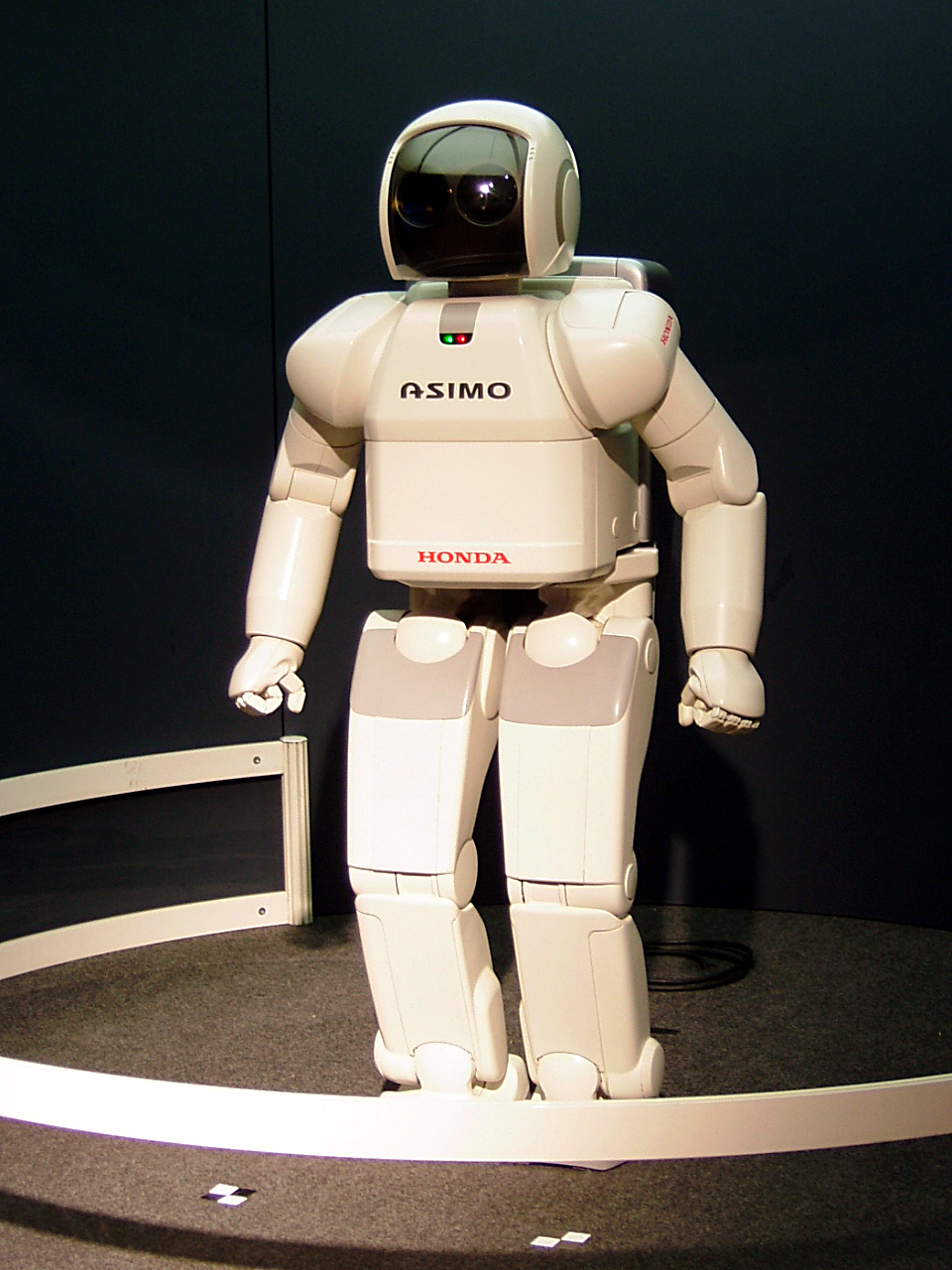
ASIMO à l'Expo 2005 au Japon.

| Date                            | Nom de l'Exposition                                                                     | Lieu                | Catégorie              | Thème | Éléments marquants                                                                             | Visiteurs en millions | Coûts en millions (USD)             | Superficie (ha) | Pays participants |
| ------------------------------- | --------------------------------------------------------------------------------------- | ------------------- | ---------------------- | --- | ---------------------------------------------------------------------------------------------- | --------------------- | ----------------------------------- | --------------- | ----------------- |
| Avril 1851 – octobre 1851       | The Great Exhibition                                                                    | Londres             | Exposition universelle | Industrie de toutes les Nations                                                                          | Le Crystal Palace                                                                              | 6,0                   | 1,65                                | 10              | 25                |
| Mai 1855 – novembre 1855        | Exposition universelle (1855)                                                           | Paris               | Exposition universelle | Agriculture, Industrie et Arts                                                                           | Palais d'Industrie Classification officielle des vins de Bordeaux de 1855                      | 5,0                   | 2                                   | 15              | 25                |
| Mai 1862 – novembre 1862        | Exposition universelle de 1862                                                          | Londres             | Exposition universelle | Industrie et Art                                                                                         |                                                                                                | 6,0                   | 2                                   | 15              | 39                |
| Avril 1867 – novembre 1867      | Exposition universelle (1867)                                                           | Paris               | Exposition universelle | Agriculture, Industrie et Beaux-Arts                                                                     | Champ de Mars                                                                                  | 15,0                  | 4,5                                 | 69              | 42                |
| Mai 1873 – octobre 1873         | Exposition universelle de 1873                                                          | Vienne              | Exposition universelle | Culture et Éducation                                                                                     | Rotunde (en)                                                                                   | 7,25                  | 9,5                                 | 233             | 35                |
| Mai 1876 – novembre 1876        | Centennial Exposition                                                                   | Philadelphie        | Exposition universelle | Beaux-Arts, Industrie, Produits du sol et des mines                                                      | Centennial Arboretum Téléphone Heinz Ketchup                                                   | 10,0                  | 8                                   | 115             | 35                |
| Mai 1878 – novembre 1878        | Exposition universelle (1878)                                                           | Paris               | Exposition universelle | Technologies Nouvelles                                                                                   | Statue de la Liberté Téléphone Braille                                                         | 16,0                  | 11                                  | 75              | 36                |
| Octobre 1880 – avril 1881       | Exposition universelle de 1880                                                          | Melbourne           | Exposition universelle | Arts, Manufactures, Agriculture et Industriels de toutes les Nations                                     | Royal Exhibition Buildings & Jardins Carlton, Melbourne                                        | 1,3                   | 1,6                                 | 25              | 33                |
| Avril 1888 – décembre 1888      | Exposition universelle de 1888                                                          | Barcelone           | Exposition universelle | Beaux-Arts et Arts industriels                                                                           | Arc de triomphe Monument à Colomb                                                              | 2,3                   | 1,7                                 | 47              | 30                |
| Mai 1889 – octobre 1889         | Exposition universelle de 1889                                                          | Paris               | Exposition universelle | Célébration du centenaire de la Révolution française                                                     | Tour Eiffel                                                                                    | 32,0                  | 0,3                                 | 96              | 35                |
| Mai 1893 – octobre 1893         | Exposition universelle de 1893                                                          | Chicago             | Exposition universelle | 400e anniversaire de la découverte de l'Amérique                                                         | Midway Plaisance Fine Arts Building Lampe fluorescente Ferris wheel                            | 27.50                 | 27                                  | 290             | 19                |
| Mai 1894 – novembre 1894        | Exposition universelle de 1894                                                          | Anvers              | Exposition universelle | |                                                                                                |                       |                                     |                 |                   |
| Mai 1897 – novembre 1897        | Exposition internationale de Bruxelles de 1897                                          | Bruxelles           | Exposition universelle | La Vie moderne                                                                                           |                                                                                                | 7.80                  |                                     | 132             | 27                |
| Avril 1900 – novembre 1900      | Exposition universelle (1900)                                                           | Paris               | Exposition universelle | Le Bilan d'un siècle                                                                                     | Le Cinéma Escalator Jeux olympiques de 1900 Petit Palais Grand Palais Pont Alexandre III       | 50.80                 | 18.75                               | 120             | 58                |
| Avril 1904 – décembre 1904      | Exposition universelle de 1904                                                          | Saint-Louis         | Exposition universelle | Célébration du centenaire de l’Achat de la Louisiane                                                     | Forest Park Palace of Fine Art Vulcan statue En conjonction avec les Jeux olympiques de 1904   | 19.69                 | 31.5                                | 515             | 63                |
| Avril 1905 – novembre 1905      | Exposition universelle de 1905                                                          | Liège               | Exposition universelle | Célébration du 75e anniversaire de l’Indépendance                                                        | Pont de Fragnée Palais des Beaux-Arts de Liège                                                 | 7.00                  | 2.9                                 | 70              | 31                |
| Avril 1906 – novembre 1906      | Exposition universelle de 1906                                                          | Milan               | Exposition universelle | Transports                                                                                               | Tramways électriques                                                                           | 10.00                 | 2.6                                 | 100             | 25                |
| Avril 1910 – novembre 1910      | Exposition universelle de Bruxelles de 1910                                             | Bruxelles           | Exposition universelle | Œuvres d'Art, Travaux Scientifiques et Produits de l'Industrie et de l'Agriculture de toutes les nations |                                                                                                | 13.00                 | 3.5                                 | 90              | 26                |
| Avril 1913 – novembre 1913      | Exposition universelle de 1913                                                          | Gand                | Exposition universelle | Paix, Industrie et Art                                                                                   | Gent-Sint-Pieters railway station                                                              | 9.50                  | 3.3                                 | 130             | 24                |
| Février 1915 – décembre 1915    | Exposition universelle de 1915                                                          | San Francisco       | Exposition universelle | Inauguration du canal de Panama                                                                          | Tower of Jewels Palace of Fine Arts                                                            | 19.00                 | 25.8                                | 254             | 32                |
| Mai 1929 – janvier 1930         | Exposition internationale de 1929                                                       | Barcelone           | Exposition universelle | Les Arts, Industrie et Sport                                                                             | Barcelona Pavilion Palau Nacional Stade de Montjuïc                                            | 5.8                   | 25                                  | 118             | 29                |
| Mai 1933 – novembre 1933        | Century of Progress                                                                     | Chicago             | Exposition universelle | L’Indépendance entre l’Industrie et la recherche scientifique                                            | Sky Ride Graf Zeppelin 1933 Homes of Tomorrow Exhibition                                       | 48.60                 | 42.9                                | 170             | 19                |
| Avril 1935 – novembre 1935      | Exposition universelle de 1935                                                          | Bruxelles           | Exposition universelle | Transports                                                                                               |                                                                                                | 20.00                 | 197 BEF                             | 152             | 30                |
| Mai 1936 – juin 1936            | ILIS 1936                                                                               | Stockholm           | Exposition spécialisée | Aviation                                                                                                 | Aéroport de Stockholm-Bromma                                                                   |                       |                                     | 0.5             | 8                 |
| Mai 1937 – novembre 1937        | Exposition internationale des arts et techniques dans la vie moderne (1937)             | Paris               | Exposition universelle | Les Arts et les techniques dans la vie moderne                                                           | Palais de Chaillot Palais de Tokyo                                                             | 31.00                 | 1,400 FRF                           | 105             | 44                |
| Mai 1938 – mai 1938             | Exposition Aéronautique Internationale de la ligue de défense aérienne de Finlande 1938 | Helsinki            | Exposition spécialisée | Aéronautique                                                                                             | Malmi Airterminal                                                                              |                       |                                     | 0,08            | 25                |
| Avril 1939 – octobre 1940       | Foire internationale de New York 1939-1940                                              | New York            | Exposition universelle | Bâtir le monde de demain                                                                                 | Flushing Meadows-Corona Park Bell Labs' Voder Magna Carta 1st World Science Fiction Convention | 45.00                 | 155                                 | 500             | 60                |
| Mai – septembre 1939            | Exposition internationale de la technique de l'eau de 1939                              | Liège               | Exposition Spécialisée | Les Techniques de l’Eau                                                                                  | Canal Albert                                                                                   |                       |                                     | 50              | 8                 |
| Juillet – août 1947             | Exposition Internationale de l'Habitation et de l'Urbanisme (1947)                      | Paris               | Exposition Spécialisée | Habitation et Urbanisme                                                                                  | Immeubles d’État                                                                               |                       |                                     | 6.35            | 14                |
| Juillet – août 1949             | Exposition universelle sur le Sport de la Lingiad (1949)                                | Stockholm           | Exposition Spécialisée | Sport et culture physique                                                                                | Pehr Henrik Ling                                                                               |                       |                                     |                 | 37                |
| Septembre – octobre 1949        | Exposition spécialisée de 1949                                                          | Lyon                | Exposition Spécialisée | Habitat Rural                                                                                            | Foire de Lyon                                                                                  |                       |                                     | 110             |                   |
| Décembre 1949 – juin 1950       | Exposition internationale du bicentenaire de Port-au-Prince                             | Port-au-Prince      | Exposition universelle | "Le festival de la Paix"                                                                                 | Golfe de la Gonâve                                                                             |                       | 1                                   | 30              |                   |
| Avril – mai 1951                | Exposition internationale du textile de 1951                                            | Lille               | Exposition Spécialisée | Textile                                                                                                  | Textile                                                                                        | 1.5                   |                                     | 15              | 22                |
| Juillet – octobre 1953          | Exposition spécialisée de Rome 1953                                                     | Rome                | Exposition Spécialisée | Agriculture                                                                                              | Esposizione Universale Roma                                                                    | 1.7                   |                                     | 12              |                   |
| Septembre – octobre 1953        | Exposition spécialisée de 1953                                                          | Jérusalem           | Exposition Spécialisée | La Conquête du Désert                                                                                    |                                                                                                |                       |                                     | 4.6             | 13                |
| Mai – octobre 1954              | Exposition spécialisée de 1954                                                          | Naples              | Exposition Spécialisée | Navigation                                                                                               |                                                                                                |                       |                                     | 100             | 25                |
| Mai – juin 1955                 | Exposition spécialisée de Turin 1955                                                    | Turin               | Exposition Spécialisée | Sport |                                                                                                |                       |                                     |                 | 11                |
| Juin – août 1955                | Exposition spécialisée de 1955                                                          | Helsingborg         | Exposition spécialisée | Le Milieu de l'Homme moderne                                                                             |                                                                                                |                       |                                     |                 | 10                |
| Mai – juin 1956                 | Exposition spécialisée de 1956                                                          | Beit Dagan          | Exposition spécialisée | Agrumes                                                                                                  |                                                                                                |                       |                                     | 55              |                   |
| Septembre 1957                  | Interbau 1957                                                                           | Berlin              | Exposition spécialisée | Reconstruction du quartier Hansa                                                                         | Hansaviertel                                                                                   | 1.00                  |                                     | 53              | 13                |
| Juillet – septembre 1958        | Exposition universelle de Bruxelles de 1958                                             | Bruxelles           | Exposition universelle | Bilan pour un monde plus humain                                                                          | Plateau du Heysel Atomium                                                                      | 41.00                 | 2,500 BEF                           | 200             | 42                |
| Mai – octobre 1961              | Exposition spécialisée de 1961                                                          | Turin               | Exposition spécialisée | Célébration du centenaire de l’unité italienne                                                           | Palazzo del Lavoro                                                                             | 5.00                  |                                     | 50              | 19                |
| Avril – octobre 1962            | Century 21 Exposition                                                                   | Seattle             | Exposition universelle | L'Homme dans l'ère spatiale                                                                              | Seattle Center Space Needle Monorail de Seattle                                                | 9.60                  | 47                                  | 30              | 24                |
| Juin – octobre 1965             | IVA 65                                                                                  | Munich              | Exposition spécialisée | Transport                                                                                                | DB série 103                                                                                   | 3.20                  |                                     | 50.20           | 36                |
| Avril – octobre 1967            | Expo '67                                                                                | Montréal            | Exposition universelle | Terre des Hommes                                                                                         | Métro de Montréal Habitat 67 Biosphère                                                         | 50.00                 | 431 CAD                             | 365             | 62                |
| Avril – octobre 1968            | HemisFair '68                                                                           | San Antonio         | Exposition spécialisée | La Confluence des civilisations aux Amériques                                                            | Tower of the Americas Institute of Texan Cultures HemisFair Arena                              | 6.40                  | 156                                 | 37.64           | 23                |
| Mars – septembre 1970           | Exposition universelle de 1970                                                          | Osaka               | Exposition universelle | Le Progrès et l'harmonie pour l'humanité                                                                 | Tour du Soleil Moon rock Véhicules électriques                                                 | 64.2                  | 30                                  | 329.82          | 75                |
| Août – septembre 1971           | Exposition spécialisée de 1971                                                          | Budapest            | Exposition spécialisée | La Chasse à travers le Monde                                                                             |                                                                                                | 1.90                  |                                     | 35.0            | 52                |
| Mai 1974 – novembre 1974        | Exposition spécialisée de 1974                                                          | Spokane             | Exposition spécialisée | Le Progrès sans pollution                                                                                | IMAX                                                                                           | 4.80                  | 78.4                                | 41              | 11                |
| Juillet 1975 – janvier 1976     | Exposition spécialisée de 1975                                                          | Okinawa             | Exposition spécialisée | La Mer telle que nous aimerions la voir                                                                  | archipel Okinawa                                                                               | 3.48                  |                                     | 100.0           | 35                |
| Juin 1981 – juillet 1981        | Exposition spécialisée de 1981                                                          | Plovdiv             | Exposition spécialisée | La Chasse                                                                                                | La Foire Internationale de Plovdiv                                                             |                       |                                     |                 |                   |
| Mai 1982 – octobre 1982         | Exposition spécialisée de 1982                                                          | Knoxville           | Exposition spécialisée | L'énergie fait tourner le monde                                                                          | Sunsphere                                                                                      | 11.00                 | 42                                  | 30              | 21                |
| Mai 1984 – novembre 1984        | Exposition spécialisée de 1984                                                          | La Nouvelle-Orléans | Exposition spécialisée | Le Monde des rivières                                                                                    | Ernest N. Morial Convention Center                                                             | 7.30                  | 350                                 | 33.99           | 26                |
| Mars 1985 – septembre 1985      | Exposition internationale de Tsukuba (1985)                                             | Tsukuba             | Exposition spécialisée | La Maison et son environnement – Science et technologie au service de l’Homme chez lui                   |                                                                                                | 20.3                  | 100                                 |                 | 111               |
| Novembre 1985                   | Exposition internationale de Plovdiv (1985)                                             | Plovdiv             | Exposition spécialisée | Les Inventions                                                                                           | l’OMPI                                                                                         | 1.00                  |                                     | 5.80            | 73                |
| Mai 1986 – octobre 1986         | Expo '86                                                                                | Vancouver           | Exposition spécialisée | Les Transports et la Communication : Un Monde en Mouvement - Un Monde en Contact                         | Science World SkyTrain de Vancouver BC Place Canada Place                                      | 22.11                 | CAD deficit                         | 70              | 54                |
| Avril 1988 – octobre 1988       | Expo '88                                                                                | Brisbane            | Exposition spécialisée | Les Loisirs à l'ère de la technologie                                                                    | Sunsails, Skyneedle                                                                            | 18.00                 | 625 AUD                             | 40              | 36                |
| Juin 1991 – juillet 1991        | Exposition spécialisée de 1991                                                          | Plovdiv             | Exposition spécialisée | L’Activité créative des jeunes inventeurs au service d’un monde de Paix                                  | Organisation mondiale de la propriété intellectuelle (OMPI)                                    |                       |                                     |                 | 8                 |
| Avril 1992 – octobre 1992       | Expo '92                                                                                | Séville             | Exposition universelle | L'Ère des découvertes                                                                                    | Puente del Alamillo                                                                            | 41.80                 |                                     | 215             | 108               |
| Mai 1992 – août 1992            | Exposition spécialisée de 1992                                                          | Gênes               | Exposition spécialisée | Christophe Colomb, le Navire et la Mer                                                                   | Aquarium de Gênes                                                                              | 0.8                   |                                     |                 | 108               |
| Août 1993 – novembre 1993       | Exposition spécialisée de 1993                                                          | Daejeon             | Exposition spécialisée | Les Défis d'une nouvelle voie de développement                                                           | Expo Science Park, Daejeon Museum of Art                                                       | 14.50                 |                                     | 25              | 108               |
| Mai 1998 – septembre 1998       | Expo '98                                                                                | Lisbonne            | Exposition spécialisée | Les Océans : L'Héritage du futur                                                                         | Pavilhão Atlântico Lisbon Oceanarium Pavillon du Portugal à l'Expo'98                          | 11.00                 |                                     | 70              | 146               |
| Juin 2000 – octobre 2000        | Expo 2000                                                                               | Hanovre             | Exposition universelle | L'Homme, la Nature, les Technologies                                                                     | Hannover Principles                                                                            | 18.00                 | 3,400 DEM ,                         | 160             | 155               |
| Mars 2005 – septembre 2005      | Expo 2005                                                                               | Aichi               | Exposition universelle | La Sagesse de la nature                                                                                  | Satsuki and Mei's House ASIMO The Frozen Mammoth                                               | 22.04                 |                                     | 173             | 121               |
| Juin 2008 – septembre 2008      | Expo 2008                                                                               | Saragosse           | Exposition spécialisée | Eau et développement durable                                                                             | Bridge Pavilion Water Tower (Zaragoza)                                                         | 5.650                 |                                     |                 | 104               |
| Mai 2010 – octobre 2010         | Expo 2010                                                                               | Shanghai            | Exposition universelle | Une meilleure ville, une meilleure vie                                                                   | Expo Axis Oriental Crown (actuellement le musée d'art de Chine, Shanghai)                      | 73.08                 | 4,200 (5,800 avec l'infrastructure) | 528             | 192               |
| Mai 2012 – août 2012            | Expo 2012                                                                               | Yeosu               | Exposition spécialisée | La vie de l'océan et de la côte                                                                          | The Big-O The Sky Tower                                                                        | 8.20                  | 176.9                               | 25              | 103               |
| Mai 2015 – octobre 2015         | Expo 2015                                                                               | Milan               | Exposition universelle | Nourrir la planète, l'énergie pour la vie                                                                | The Tree of Life                                                                               | 22.2                  |                                     | 200             | 145               |
| Juin 2017 – septembre 2017      | Exposition spécialisée de 2017                                                          | Astana              | Exposition spécialisée | L'Énergie du futur                                                                                       |                                                                                                |                       |                                     | 25              |                   |
| Octobre 2021 – mars 2022        | Exposition universelle de 2020                                                          | Dubaï               | Exposition universelle | Connecter les esprits, construire le futur                                                               |                                                                                                | 23                    | 7000                                | 438             | 192               |
| Janvier 2023 - avril 2023       | Exposition spécialisée de 2023                                                          | Buenos Aires        | Exposition spécialisée | Industries créatives dans la convergence numérique                                                       |                                                                                                |                       |                                     |                 |                   |
| 13 avril 2025 - 13 octobre 2025 | Exposition universelle de 2025                                                          | Osaka               | Exposition universelle | Concevoir la société future pour nos vies                                                                |                                                                                                |                       |                                     |                 |                   |

### Expositions prévues
| Date | Lieu  | Nom de l'Exposition            | Thème                                                     |
| ---- | ----- | ------------------------------ | --------------------------------------------------------- |
| 2030 | Riyad | Exposition universelle de 2030 | L'ère du changement : Ensemble pour un avenir clairvoyant |

## Liste par pays
| Pays                                  | Ville | Nom de l'Exposition | Pays Participants               | Année                                                  |
| ------------------------------------- | --- | --- | ------------------------------- | ------------------------------------------------------ |
| Allemagne                             | Hanovre | Expo 2000 | 155                             | 2000                                                   |
| Argentine                             | Buenos Aires | Exposition spécialisée de 2023 | -                               | 2023                                                   |

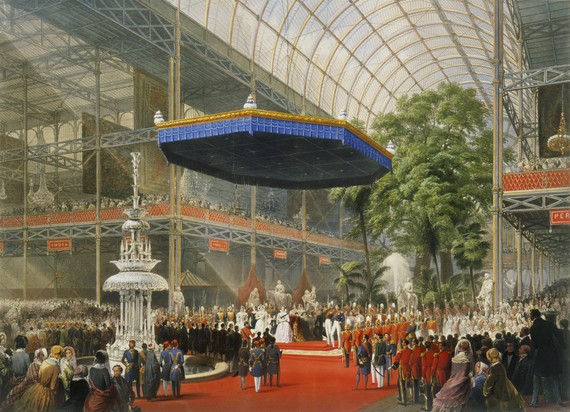
La reine Victoria inaugure l'Exposition universelle au Crystal Palace à Hyde Park à Londres en 1851.

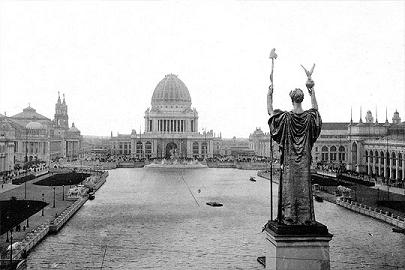
La statue de la République surplombe la cour d'honneur et le Grand Bassin de l'Exposition universelle de 1893 à Chicago.

| Australie                             | Melbourne Brisbane                                                                                                | Exposition universelle de 1880 Expo '88 | 33 36                           | 1880 1988                                              |
| Autriche (autrefois Autriche-Hongrie) | Vienne | Exposition universelle de 1873 | 35                              | 1873                                                   |
| Belgique                              | Bruxelles Gand Liège Bruxelles                                                                                    | Exposition internationale de Bruxelles de 1897 Exposition universelle de Bruxelles de 1910 Exposition universelle de 1935 Brussels World's Fair Exposition universelle de 1913 Exposition universelle de 1905 Exposition universelle de 1958                                                                       | 27 30 42 26 31                  | 1897 1910 1935 1958 1913 1905 1958                     |
| Bulgarie                              | Plovdiv | ExposItion spécialisée de 1981 Exposition internationale de Plovdiv, 1985 Exposition spécialisée de 1991 | Inconnu 73 8                    | 1981 1985 1991                                         |
| Canada                                | Montréal Vancouver                                                                                                | Exposition universelle de 1967 Expo '86 | 62 54                           | 1967 1986                                              |
| Chine                                 | Shanghai | Expo 2010 | 192                             | 2010                                                   |
| Espagne                               | Barcelone Séville Saragosse                                                                                       | Exposition universelle de 1888 Exposition internationale de 1929 Expo '92 Expo 2008 | 30 20 108 104                   | 1888 1929 1992 2008                                    |
| France                                | Paris Lyon Lille                                                                                                  | Exposition universelle de 1855 Exposition universelle de 1867 Exposition universelle de 1878 Exposition universelle de 1889 1896 Exposition universelle de 1900 1914 Exposition universelle de 1937 Exposition spécialisée de 1947 Exposition spécialisée de 1949 Exposition internationale du textile de 1951     | 25 42 36 35 58 44 14 Inconnu 24 | 1855 1867 1878 1889 1900 1937 1947 1949 1951           |
| Haïti                                 | Port-au-Prince | Exposition internationale du bicentenaire de Port-au-Prince | 15                              | 1949-1950                                              |
| Italie                                | Gênes Milan | Exposition spécialisée de 1992 Exposition universelle de 1906 Expo 2015 | 54 25 137                       | 1992 1906 2015                                         |
| Japon                                 | Osaka Aichi Tsukuba Okinawa Osaka                                                                                 | Expo 2025 Expo 2005 Exposition internationale de Tsukuba (1985) Exposition spécialisée de 1975 Expo '70 | - 121 111 40 75                 | 2025 2005 1985 1975 1970                               |
| Kazakhstan                            | Astana | Exposition spécialisée de 2017 |                                 | 2017                                                   |
| Portugal                              | Lisbonne | Expo '98 | 146                             | 1998                                                   |
| Corée du Sud                          | Daejeon Yeosu | Exposition spécialisée de 1993 Expo 2012 | 108 103                         | 19932012                                               |
| Émirats arabes unis                   | Dubai | Exposition universelle de 2020 |                                 | 2020                                                   |
| Royaume-Uni                           | Londres | The Great Exhibition Exposition universelle de 1862 | 25 39                           | 1851 1862                                              |
| États-Unis                            | Chicago Knoxville La Nouvelle-Orléans New York Philadelphie San Antonio San Francisco Seattle Spokane Saint-Louis | Exposition universelle de 1893 Century of Progress Exposition spécialisée de 1982 Exposition spécialisée de 1984 Foire internationale de New York 1939-1940 Centennial Exposition HemisFair '68 Exposition universelle de 1915 Century 21 Exposition Exposition spécialisée de 1974 Exposition universelle de 1904 | 19 21 26 60 35 23 32 24 11 63   | 1893 1933 1982 1984 1939 1876 1968 1915 1962 1974 1904 |